# Lukovit
Lukovit (bulgariska: Луковит) är en ort i Bulgarien.   Den ligger i kommunen Obsjtina Lukovit och regionen Lovetj, i den centrala delen av landet, 90 km nordost om huvudstaden Sofia. Lukovit ligger 136 meter över havet och antalet invånare är 9 792.
Terrängen runt Lukovit är varierad. Lukovit ligger nere i en dal. Närmaste större samhälle är Tjerven brjag, 9,2 km nordväst om Lukovit.
Omgivningarna runt Lukovit är en mosaik av jordbruksmark och naturlig växtlighet. Runt Lukovit är det ganska glesbefolkat, med 47 invånare per kvadratkilometer.